# Terminalia crassipes
Terminalia crassipes är en tvåhjärtbladig växtart som beskrevs av Kanehira och Hatusima. Terminalia crassipes ingår i släktet Terminalia och familjen Combretaceae. Inga underarter finns listade i Catalogue of Life.